# Liste der Landschaftsschutzgebiete im Saarpfalz-Kreis
Die Liste der Landschaftsschutzgebiete im Saarpfalz-Kreis enthält die Landschaftsschutzgebiete im Saarpfalz-Kreis im Saarland.
| Bild | Nummer    | Bezeichnung des Gebietes                                                                                            | Fläche in Hektar | WDPA-ID | Koordinaten | Datum der Verordnung | Fundstelle        |            |
| ---- | --------- | --- | ---------------- | ------- | ----------- | -------------------- | ----------------- | ---------- |
|      | L 6.01.01 | Pfaffenwald bei Hoechen, Glantal                                                                                    | 386              | 390339  | Position    | Saarpfalz-Kreis      | 10. Dezember 2001 | Verordnung |
|      | L 6.01.02 | Lichtenkopfwald, Steinerner Mann und Toter Krieger bei Frankenholz                                                  | 346              | 390142  | Position    | Saarpfalz-Kreis      | 10. Dezember 2001 | Verordnung |
|      | L 6.01.03 | Buchwald bei Frankenholz                                                                                            | 367              | 390024  | Position    | Saarpfalz-Kreis      | 10. Dezember 2001 | Verordnung |
|      | L 6.01.04 | Feilbachaue bis Hochwiesmühle                                                                                       | 97               | 390053  | Position    | Saarpfalz-Kreis      | 10. Dezember 2001 | Verordnung |
|      | L 6.01.05 | Bliesaue von der Kreisgrenze im Nordwesten bis zur Stadtgrenze im Südosten                                          | 127              | 390018  | Position    | Saarpfalz-Kreis      | 10. Dezember 2001 | Verordnung |
|      | L 6.01.06 | Waldgebiet und angrenzende Landschaft zwischen Bexbach und Niederbexbach                                            | 83               | 390415  | Position    | Saarpfalz-Kreis      | 10. Dezember 2001 | Verordnung |
|      | L 6.02.01 | Wald zwischen L119 im Norden, der Landesgrenze und Kirrberg im [Süd]Osten sowie Homburg im Westen                   | 1804             | 390404  | Position    | Saarpfalz-Kreis      | 6. Februar 2006   | Verordnung |
|      | L 6.02.02 | Wald zwischen L119 im Norden, der Landesgrenze und Kirrberg im [Süd]Osten sowie Homburg im Westen                   | 231              | 390403  | Position    | Saarpfalz-Kreis      | 6. Februar 2006   | Verordnung |
|      | L 6.02.03 | Wald mit eingestreuten Grünland-Gebieten westlich und südlich von Jaegersburg, Grünlandbereiche nördlich Websweiler | 769              | 390395  | Position    | Saarpfalz-Kreis      | 6. Februar 2006   | Verordnung |
|      | L 6.02.04 | Bliesaue mit Grünland, Brachen, Auwaldfragmenten, stehendem und fliessendem Gewaesser, Begleitgehoelz               | 344              | 390016  | Position    | Saarpfalz-Kreis      | 6. Februar 2006   | Verordnung |
|      | L 6.02.05 | Waldgebiet westlich Woerschweiler mit Grünland, Brachen und Feldgehoelzen                                           | 218              | 390416  | Position    | Saarpfalz-Kreis      | 6. Februar 2006   | Verordnung |
|      | L 6.02.06 | Talhaenge südlich von Kirrberg                                                                                      | 162              | 390386  | Position    | Saarpfalz-Kreis      | 6. Februar 2006   | Verordnung |
|      | L 6.02.07 | Wald des Pfaendertales nördlich Einoed mit Grünland, Brachen, Feldgehoelzen                                         | 75               | 390397  | Position    | Saarpfalz-Kreis      | 6. Februar 2006   | Verordnung |
|      | L 6.02.08 | Wald südlich Einoed mit Grünland, Streuobstbestaenden, Brachen, Feldgehoelzen                                       | 79               | 390401  | Position    | Saarpfalz-Kreis      | 6. Februar 2006   | Verordnung |
|      | L 6.03.01 | Landschaftsschutzgebiet im [ehem.] Landkreis St. Ingbert                                                            | 1255             | 390320  | Position    | Saarpfalz-Kreis      | 2. Juni 1970      | Verordnung |
|      | L 6.03.02 | Landschaftsschutzgebiet im [ehem.] Landkreis St. Ingbert                                                            | 1589             | 390321  | Position    | Saarpfalz-Kreis      | 2. Juni 1970      | Verordnung |
|      | L 6.03.03 | Landschaftsschutzgebiet im [ehem.] Landkreis St. Ingbert                                                            | 247              | 390322  | Position    | Saarpfalz-Kreis      | 2. Juni 1970      | Verordnung |
|      | L 6.04.01 | Prachtwald einschl. Geissbach, Lambertsberg, Loeffelsberg und Weidental                                             | 1322             | 390340  | Position    | Saarpfalz-Kreis      | 8. Mai 2000       | Verordnung |
|      | L 6.04.02 | Wald und landw. Nutzflaeche südlich A6/westlich A8/nördlich Abstaeberhof                                            | 189              | 390402  | Position    | Saarpfalz-Kreis      | 8. Mai 2000       | Verordnung |
|      | L 6.04.03 | Gackelsberg und Hirschberg südlich von Limbach                                                                      | 85               | 390058  | Position    | Saarpfalz-Kreis      | 8. Mai 2000       | Verordnung |
|      | L 6.04.04 | Bliestal von der Kreisgrenze im Norden bis zur Gemeindegrenze im Süden                                              | 131              | 390019  | Position    | Saarpfalz-Kreis      | 8. Mai 2000       | Verordnung |
|      | L 6.04.05 | Altstadter Wald und Teile des Zweibrücker Weg Waldes                                                                | 126              | 390001  | Position    | Saarpfalz-Kreis      | 8. Mai 2000       | Verordnung |
|      | L 6.05.01 | LSG in Mandelbachtal (ehem. Landkreis St. Ingbert)                                                                  | 408              | 390170  | Position    | Saarpfalz-Kreis      | 2. Juni 1970      | Verordnung |
|      | L 6.05.02 | LSG in Mandelbachtal (ehem. Landkreis St. Ingbert)                                                                  | 1465             | 390171  | Position    | Saarpfalz-Kreis      | 2. Juni 1970      | Verordnung |
|      | L 6.05.03 | LSG in Mandelbachtal (ehem. Landkreis St. Ingbert)                                                                  | 35               | 390172  | Position    | Saarpfalz-Kreis      | 2. Juni 1970      | Verordnung |
|      | L 6.06.01 | LSG nördlich Blieskastel (ehem. Landkreis St. Ingbert)                                                              | 2141             | 390175  | Position    | Saarpfalz-Kreis      | 2. Juni 1970      | Verordnung |
|      | L 6.06.02 | LSG südlich Blieskastel (ehem. Landkreis St. Ingbert)                                                               | 141              | 390187  | Position    | Saarpfalz-Kreis      | 2. Juni 1970      | Verordnung |
|      | L 6.06.03 | LSG Blieskastel (alter Landkreis Homburg, Bereich XIII)                                                             | 399              | 390149  | Position    | Saarpfalz-Kreis      | 12. Dezember 1973 | Verordnung |
|      | L 6.06.04 | LSG Blieskastel (alter Landkreis Homburg, Bereich IV)                                                               | 758              | 390150  | Position    | Saarpfalz-Kreis      | 12. Dezember 1973 | Verordnung |
|      | L 6.06.05 | LSG Blieskastel (alter Landkreis Homburg, Bereich XI)                                                               | 738              | 390147  | Position    | Saarpfalz-Kreis      | 12. Dezember 1973 | Verordnung |
|      | L 6.06.06 | LSG Blieskastel (alter Landkreis Homburg, Bereich XII)                                                              | 391              | 390148  | Position    | Saarpfalz-Kreis      | 12. Dezember 1973 | Verordnung |
|      | L 6.07.01 | LSG Gersheim (ehem. Landkreis St. Ingbert)                                                                          | 203              | 390155  | Position    | Saarpfalz-Kreis      | 2. Juni 1970      | Verordnung |
|      | L 6.07.02 | LSG Gersheim (ehem. Landkreis St. Ingbert)                                                                          | 26               | 390156  | Position    | Saarpfalz-Kreis      | 2. Juni 1970      | Verordnung |
|      | L 6.07.03 | LSG Gersheim (ehem. Landkreis St. Ingbert)                                                                          | 16               | 390157  | Position    | Saarpfalz-Kreis      | 2. Juni 1970      | Verordnung |
|      | L 6.07.04 | LSG Gersheim (ehem. Landkreis St. Ingbert)                                                                          | 45               | 390158  | Position    | Saarpfalz-Kreis      | 2. Juni 1970      | Verordnung |
|      | L 6.07.05 | LSG Gersheim (ehem. Landkreis St. Ingbert)                                                                          | 252              |         | Position    | Saarpfalz-Kreis      | 2. Juni 1970      | Verordnung |
|      | L 6.07.06 | LSG Gersheim (ehem. Landkreis St. Ingbert)                                                                          | 22               | 390160  | Position    | Saarpfalz-Kreis      | 2. Juni 1970      | Verordnung |
|      | L 6.07.07 | LSG in Gershein (alter Landkreis Homburg, Bereich XIV)                                                              | 1093             | 390169  | Position    | Saarpfalz-Kreis      | 12. Dezember 1973 | Verordnung |
|      | L 6.07.08 | LSG in Gersheim (alter Landkreis Homburg, Bereich XIII)                                                             | 27               | 390168  | Position    | Saarpfalz-Kreis      | 12. Dezember 1973 | Verordnung |
|      | L 6.07.09 | LSG in Gersheim (alter Landkreis Homburg, Bereich X)                                                                | 51               | 390167  | Position    | Saarpfalz-Kreis      | 12. Dezember 1973 | Verordnung |

Anmerkung
1. ↑  Die Koordinaten entsprechen dem Mittelpunkt eines Rechtecks, das die Grenzen des Landschaftsschutzgebietes einrahmt. Aufgrund der Form eines Areals können sie auch außerhalb des eigentlichen Gebietes liegen. Die Tabellenspalte WDPA-ID gibt die genauen Grenzen an.